# Wolfgang Hieber
Wolfgang Hieber (* 15. Mai 1944 in Graz) ist ein deutscher Germanist, Lehrbuchautor für Deutsch als Fremdsprache (DaF), ehemaliger Lektor für deutsche Sprach- und Literaturwissenschaft an Hochschulen in Asien und Verfasser von Büchern über China sowie Indien.

## Leben und Veröffentlichungen
Nach dem Abitur studierte Hieber von 1963 bis 1969 Germanistik an der Ludwig-Maximilians-Universität München, der Freien Universität Berlin und der Universität Würzburg. 1970 promovierte er an letztgenannter Hochschule im Hauptfach Germanistik mit den Nebenfächern Kunstgeschichte und Geschichte.
Im Rahmen des Lektorenprogramms des Deutschen Akademischen Austauschdiensts (DAAD) wirkte Hieber als Lektor für deutsche Sprache und Literatur an der Jawaharlal Nehru University in Indien, der Universität Peking in der Volksrepublik China sowie an der Waseda-Universität in Japan. Seine Erfahrungen in China und Indien verarbeitete er in den Büchern Chinesen über China und Alltag in Indien, die beide nach der Erstveröffentlichung auch als Taschenbücher erschienen.
Sein Anfang der 1980er Jahre im Hueber Verlag erschienenes zweibändiges Lehrwerk für die Grundstufe Lernziel Deutsch ging auf Erfahrungen des Autors im Unterricht für DaF an Universitäten in Indien sowie der VR China zurück. Aufgrund von spezifischen Lerntraditionen, großen kulturellen Unterscheiden zu Deutschland und der oft nur geringen sprachlich sowie didaktischen Ausbildung von Deutschlehrkräften in Ländern der sogenannten Dritten Welt entwickelte Hieber Lektionen sowie die entsprechenden Lehrerhandbücher, die einen möglichst einsprachigen Deutschunterricht mit grundlegenden landeskundlichen Informationen für Lernende in außereuropäischen Ländern ermöglichen sollten. Durch die Aktivitäten des Goethe-Instituts zu Förderung von Deutsch als Fremdsprache wurde das Lehrwerk im Bildungswesen in außereuropäischen Ländern wie z. B. in Marokko oder Indien eingesetzt. Hierzu erschienen in der Folge Lehrerhandbücher, Zusatzmaterialien und sprachspezifische Glossare für Ausgangssprachen wie Arabisch, Englisch oder Chinesisch. Die chinesische Ausgabe von Lernziel Deutsch wurde bis ins Jahr 2001 aufgelegt.
Seine Erfahrungen mit regionalen Lerntraditionen und darauf abgestimmten Lehrwerken beim Unterricht für DaF im Ausland fanden auch Einzug in Hiebers fremdsprachendidaktische Veröffentlichungen in Fachpublikationen für DaF. Im Jahrbuch Deutsch als Fremdsprache 1983 bescheinigte der Germanist Ulrich Engel dem ersten Band von Lernziel Deutsch neben Bedenken zu einzelnen Aspekten "ein systematisch abgerundetes und Konzept" sowie ausreichende landeskundliche Informationen.
Für sein Internetprojekt „Kaleidoskop – Alltag in Deutschland“, das im Auftrag des Goethe-Instituts entstanden war, erhielt er 2003 den „MERLOT“ Award (Multimedia Educational Resource for Learning and Online Teaching), der von US-amerikanischen Universitäten und Colleges für innovative und digitale Lernmedien verliehen wurde. Dieses seit 1998 bestehende Projekt soll Internet-Benutzern, die an deutscher Sprache und den deutschsprachigen Ländern interessiert sind, konkrete Einblicke darüber vermitteln, “wie Menschen in Deutschland leben, denken und fühlen.”
Ein weiteres Internet-basiertes Lernprojekt des Autors ist clickDeutsch, das Übersichten zur Grammatik der deutschen Sprache mit interaktiven Übungen, Erklärungen, Übersetzungen, Audio-Dateien und Diskussion-Foren bietet.

## Veröffentlichungen (Auswahl)
- Lernziel Deutsch. Grundstufe 1. München, Max Huber Verlag 1983, ISBN 978-3-19-001361-6.
- Lernziel Deutsch. Grundstufe 2. München, Max Huber Verlag 1985, ISBN 978-3-19-001362-3.
- Chinesen über China. Düsseldorf, Econ-Verlag, 1986, ISBN 978-3-430-14575-6.
- Alltag in Indien. Düsseldorf, Econ-Verlag, 1988, ISBN 978-3-430-14576-3.

Fachliteratur zu Deutsch als Fremdsprache
- Enkodier- und Dekodiergrammatik. Techniken zum Produzieren einfacher Sätze und zum Entschlüsseln komplexer Texte, in: Jahrbuch Deutsch als Fremdsprache, Band 5, Heidelberg 1979
- Zur Konzeption von Lehrwerken für Deutschstudenten, Zielsprache Deutsch, 1981
- Anmerkungen zu einem Deutsch-Lehrwerk. Adressaten: Länder der Dritten Welt, in: Informationen Deutsch als Fremdsprache, Band 9, Nr. 4, 1982, S. 15–22.
- Grammatikfenster und Gedächtnisbilder – Zum Konzept einer Lernerzugriffsgrammatik, in: Zeitschrift Deutsch als Fremdsprache 2/1992, Heft 4